# Matlhako
Matlhako is een dorp in het district Central in Botswana. De plaats telt 752 inwoners (2011).